# Дунин-Слепец, Иосиф Константинович
Ио́сиф Константи́нович Ду́нин-Слепе́ц (23 октября 1873 — 11 сентября 1917) — командир 1-го Выборгского крепостного пехотного полка, полковник, герой русско-японской войны. Дед патриарха Московского и всея Руси Алексия II.

## Биография
Римско-католического вероисповедания. Из дворян Виленской губернии.
Образование получил в Императорском училище правоведения, однако курса не окончил.
В 1895 году окончил Санкт-Петербургское пехотное юнкерское училище по 2-му разряду, откуда выпущен был подпрапорщиком в 89-й пехотный Беломорский полк. Произведен в подпоручики 15 января 1897 года, в поручики — 1 апреля 1901 года.
8 ноября 1903 года переведен в 26-й Восточно-Сибирский стрелковый полк. Участвовал в русско-японской войне, в том числе в обороне крепости Порт-Артур. Удостоен ордена Св. Георгия 4-й степени
За выдающийся подвиг храбрости и мужества, выказанный им 13 ноября 1904 года в Порт-Артуре, при отбитии штурма на форт № 3.
13 июня 1905 года произведен в штабс-капитаны «за выслугу лет», 22 июня того же года переведен обратно в 89-й пехотный Беломорский полк. В 1905 году был ранен злоумышленниками в Ревеле. 27 января 1910 года назначен комендантским адъютантом штаба Варшавской крепости, 1 октября того же года произведен в капитаны. 26 ноября 1912 года произведен в подполковники «за отличие по службе».
28 ноября 1913 года переведен в 8-й пехотный Эстляндский полк, в рядах которого и вступил в Первую мировую войну. 31 мая 1915 года произведен в полковники «за отличия в делах против неприятеля», а 15 июня 1916 года назначен командиром 1-го Выборгского крепостного пехотного полка.
29 августа 1917 года, во время Корниловского выступления, убит взбунтовавшимися солдатами выборгского гарнизона. Похоронен 14 сентября того же года в Териоках на местном кладбище.

## Семья
С 4 февраля 1898 года был женат на дочери ревельского купца 2-й гильдии Марии Петровне Писаревой (1874—1956), в 1912 году брак был расторгнут. Их единственная дочь:
- Елена (1899—1959), замужем за протоиереем Михаилом Ридигером. Их сын — патриарх Московский и всея Руси Алексий II.

## Награды
- Орден Святой Анны 3-й ст. с мечами и бантом (ВП 11.09.1905)
- Орден Святой Анны 4-й ст. с надписью «за храбрость» (ВП 11.09.1905)
- Орден Святого Станислава 3-й ст. с мечами и бантом (ВП 11.09.1905)
- Орден Святого Владимира 4-й ст. с мечами и бантом (ВП 22.11.1905)
- Орден Святого Георгия 4-й ст. (ВП 13.03.1908)
- Орден Святой Анны 2-й ст «за отлично-усердную службу и труды, понесенные во время военных действий» (ВП 29.01.1917)
- Орден Святого Владимира 3-й ст. «за отлично-усердную службу и труды, понесенные во время военных действий» (ПАФ 24.03.1917)